# Ordre de Saint-Alexandre
Ne doit pas être confondu avec Ordre de Saint-Alexandre Nevski.
L'Ordre de Saint-Alexandre (en bulgare : Орден Свети Александър) est un ordre chevaleresque du royaume de Bulgarie.

## Histoire
L'Ordre de Saint-Alexandre a été fondé le 25 décembre 1881 par le prince Alexandre Ier de Bulgarie (1857-1893) pour commémorer son accession au trône en 1879. 

## Récipiendaires notables
- Giacomo Acerbo
- Mustafa Kemal Atatürk
- Richard von Berendt
- Zahari Stoyanov (1850-1899)
- Général de l'infanterie Danail Nikolaev (1852-1942)
- Général de l'infanterie Racho Petrov (1861-1942)
- Lieutenant général Radko Dimitriev (1859–1918)
- Général de l'infanterie Nikola Ivanov (1861–1940)
- Lieutenant-général Kiril Botev (1856-1944)
- Général de l'infanterie Stiliyan Kovatchev (1860-1939)
- Général de l'infanterie Nikola Zhekov (1865-1949)
- Général de l'infanterie Gueorgui Todorov (1858-1934)
- Général de l'infanterie Stefan Toshev (1859–1924)
- Lieutenant-général Mikhaïl Savov (1857-1928)
- Général de l'infanterie Vasil Kutinchev (1859-1941)
- Pierre de Saxe-Cobourg-Gotha (1866-1934)
- Général de l'infanterie Velizar Lazarov (1868-1941)
- Lieutenant général Stefan Tsanev (1881-1944)
- Lieutenant général Hristo Lukov (1887-1943)
- Général Jovan Mišković (1844-1908)
- Philippe de Hesse-Cassel, landgrave de Hesse (1896-1980)